# Touffaye
La touffaye est une spécialité culinaire gaumaise (extrême-sud de la Belgique). Il s'agit d'une cuisson à l'étouffée.
L'appartenance historique de la région à la Lorraine permet de classer également ce plat dans la cuisine lorraine, comme le montre la Tofailles vosgienne.
Elle est principalement composée de pommes de terre et de lardons, de crosse de jambon, de saucisse fumée ou de côtelettes de porc.
Deux recettes sont traditionnelles, l'une avec du café ou de la chicorée en grains et l'autre avec beaucoup d'oignons.